# Liste der Monuments historiques in Bresilley
Die Liste der Monuments historiques in Bresilley führt die Monuments historiques in der französischen Gemeinde Bresilley auf.

## Liste der Objekte
| Bezeichnung                | Beschreibung                                        | Standort                      | Kennzeichnung | Schutzstatus | Datum | Bild |
| -------------------------- | --------------------------------------------------- | ----------------------------- | ------------- | ------------ | ----- | ---- |
| Skulptur Heiliger Rochus   | Stein, farbig gefasst, 17. Jahrhundert              | in der Kirche St-Léger (Lage) | PM70002092    | Inscrit      | 1995  |      |
| Kruzifix                   | Holz, farbig gefasst, 18. Jahrhundert               | in der Kirche St-Léger (Lage) | PM70002093    | Inscrit      | 1995  |      |
| Skulptur Heiliger Nikolaus | Holz, farbig gefasst und vergoldet, 18. Jahrhundert | in der Kirche St-Léger (Lage) | PM70003668    | Inscrit      | 2006  |      |